# Moleskine (tissu)
Pour les articles homonymes, voir Moleskine.

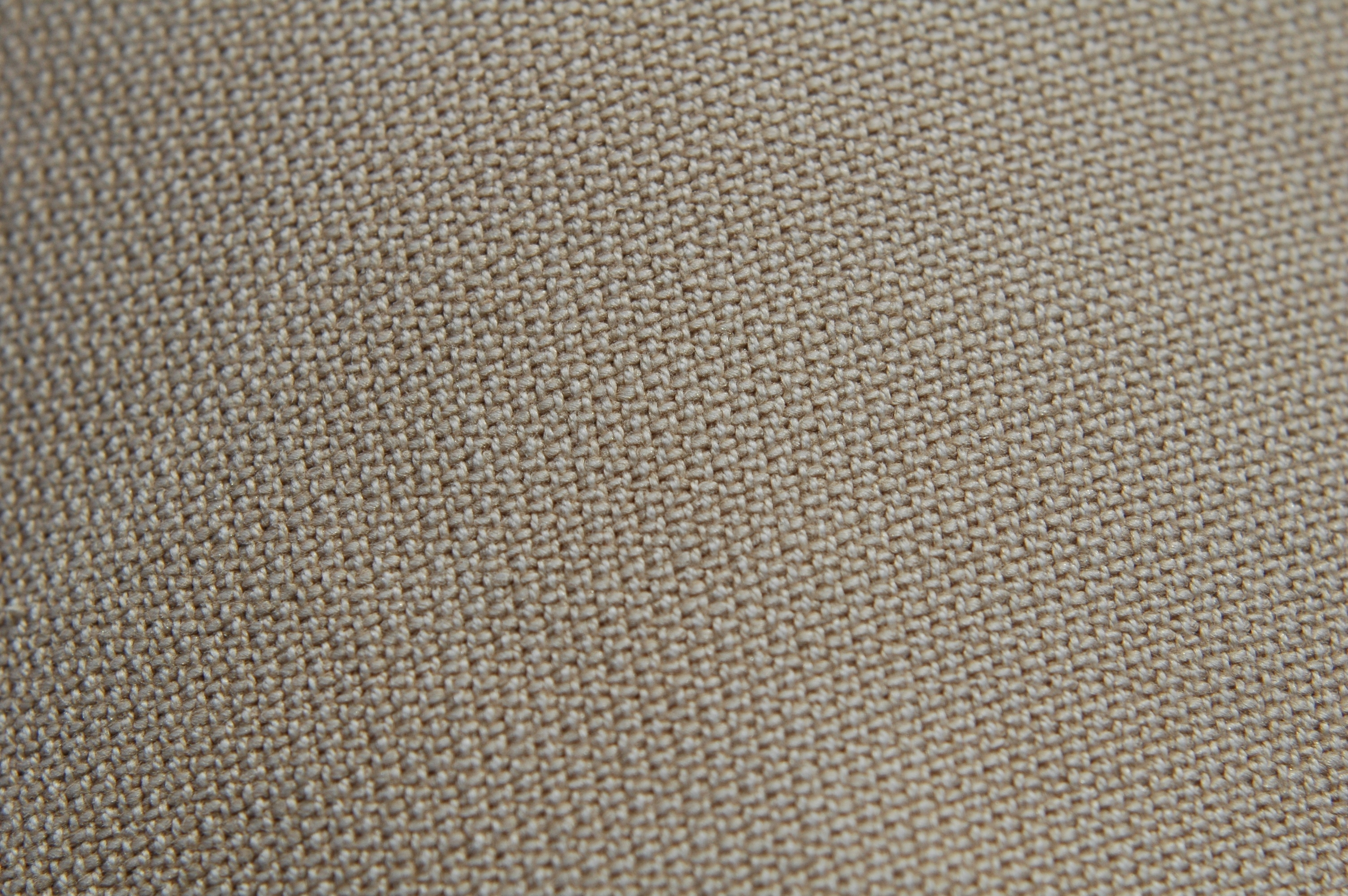
De la toile de moleskine.

La moleskine (ou molesquine) est une toile de coton tissé serré, recouverte d'un enduit flexible et d'un vernis souple imitant le grain du cuir avec l'aspect d'un velours rasé, d'une peau de taupe (mole skin en anglais).
Cette toile est largement utilisée en France pour fabriquer des vêtements de travail, en raison de sa solidité. 

## Vêtements de travail
La moleskine est souvent présentée comme le pendant français du denim américain, les deux étant fréquemment teintés à l'indigo et destinés au même usage. Les vêtements en moleskine français peuvent cependant exister en d'autres couleurs en fonction du public pour lequel ils sont confectionnés : blanc pour les peintres, noir pour les charpentiers, bleu pour les ouvriers d'usine, etc.

## Autres usages
Le tissu sert aussi de doublure pour les poches de vestes de chasse en coton huilé.
Cette toile est aussi utilisée pour recouvrir des carnets, dits « carnets de moleskine », dont s'inspire la marque Moleskine.